# 聖母仏語学校
| 聖母仏語学校 | 聖母仏語学校                                               |
| ------------ | ---------------------------------------------------------- |
| 認可         | 1887年（明治20年）12月27日                                 |
| 開校         | 1888年（明治21年）1月7日                                   |
| 所在地       | 東京府小石川区関口台町19 （現在の東京都文京区関口3-16-15） |
| 設立者       | 高木甚三郎                                                 |
| 廃止         | 1904年（明治37年）                                         |
| 後身         | カトリック関口教会                                         |

聖母仏語学校（せいぼふつごがっこう）は、かつて東京都文京区関口にあった工芸学校。孤児院、児童福祉施設。

## 概要
カトリック浅草教会構内にあった孤児院「玫瑰（まいかい）学校」に収容されていた孤児たちが青年へと成長し、職業訓練等が必要になり、もっと大きな施設が必要となったため移転したとされる。開校と同時に実業養成部を設立し、1888年（明治21年）2月には木工部、同年4月には食パン製造部を設立した。その後も増設を行い、孤児達の職業訓練としてパン製造や大工仕事などを習得させたが、特にパン製造は成功を収め「関口パン」の愛称で呼ばれるほど周囲の住民たちの評判となった。
表向きは「フランス語学校」であるが、開校当初からパリ外国宣教会の司祭であったジャン・ピエール・レイを教員として雇用し、1894年（明治27年）にはレイと同じパリ外国宣教会司祭のアンリ・ドマンジエルを雇用していることから、実態は政府によって活動を制限されていた外国人宣教師たちの宗教活動を補助するための機関でもあったと思われる。
この学校の付属聖堂は、1899年（明治32年）9月10日に建堂され、翌1900年（明治33年）10月7日に聖母教会として独立。1920年（大正9年）にカトリック東京大司教区の司教座聖堂・カトリック関口教会へと発展した。
1904年（明治37年）に閉鎖され、児童福祉施設「玫瑰塾」に転換した。
1916年（大正5年）頃、第一次世界大戦の影響でフランス本国からの援助金が途絶え、玫瑰塾の経営が困難になった。そこで関口教会の有力な信者の一人だった高世啓三が製パン工場の経営一切を引継ぎ、関口フランスパン製作所を発足させた。

## 所在地
- 小石川区関口台町19（現在の文京区関口）

## 沿革
- 1887年（明治20年）12月 私立聖母仏語学校設置願提出[1]
- 1887年（明治20年）12月27日 東京府より認可される
- 1888年（明治21年）1月7日 開校[2]
- 1888年（明治21年）2月 土木部設立
- 1888年（明治21年）4月 食パン製造部設立
- 1889年（明治22年）12月 裁縫部設立
- 1890年（明治23年）10月 靴工部設立
- 1892年（明治25年）左官部設立
- 1899年（明治32年）9月10日 敷地内に附属聖堂完成
- 1900年（明治33年）10月7日 附属聖堂が聖母教会として独立[3]
- 1904年（明治37年）聖母仏語学校を閉鎖、児童福祉施設「玫瑰塾」に転換